# 鏽眼銀帶鯡
鏽眼銀帶鯡為輻鰭魚綱鲱形目鲱科的其中一種，分布於印度太平洋海域，從紅海、東非至法屬波里尼西亞，北起日本南部，南至澳洲北部海域，棲息深度可達50公尺，體長可達7公分，棲息在沿海、潟湖的迴游性魚類，成群活動，以浮游生物為食，可做為食用魚。

## 擴展閱讀
維基物種上的相關：鏽眼銀帶鯡